# Herrscherthal
Herrscherthal, auch Herrschertal oder Herschertal genannt,  ist ein Wohnplatz in der Gemeinde Kürten im Rheinisch-Bergischen Kreis.

## Lage und Beschreibung
Der Ort liegt an der heutigen Bundesstraße 506 zwischen den Ortschaften Bechen und Weiden. Nordwestlich von Herrscherthal befindet sich die höchste Erhebung der Gemeinde Kürten, der Hämmerich mit einer Höhe von 292 m.

## Geschichte
Der Ort befand sich an dem Heerweg Köln–Wipperfürth–Soest, einer bedeutenden mittelalterlichen Altfernstraße von Köln über Wipperfürth nach Soest. Die Trasse der alten Höhenstraße wird bis auf kleine Abweichungen noch heute von der Bundesstraße 506 genutzt.
Carl Friedrich von Wiebeking benennt die Hofschaft auf seiner Charte des Herzogthums Berg 1789 als Schwathenthal. Aus ihr geht hervor, dass Herrscherthal zu dieser Zeit Teil der Honschaft Bechen im gleichnamigen Kirchspiel im Landgericht Kürten war.
Unter der französischen Verwaltung zwischen 1806 und 1813 wurde das Amt Steinbach aufgelöst und Herrscherthal wurde politisch der Mairie Kürten im Kanton Wipperfürth  im Arrondissement Elberfeld zugeordnet. 1816 wandelten die Preußen die Mairie zur Bürgermeisterei Kürten im Kreis Wipperfürth.
Herrscherthal gehörte zu dieser Zeit zur Gemeinde Bechen.
Ab der Preußischen Neuaufnahme von 1892 ist er auf Messtischblättern regelmäßig als Herscherthal oder Herrscherthal verzeichnet.
Die Gemeinde- und Gutbezirksstatistik der Rheinprovinz führt Herrscherthal 1871 mit einem Wohnhaus und sieben Einwohnern auf.
Im Gemeindelexikon für die Provinz Rheinland von 1888 werden ein Wohnhaus mit zwei Einwohnern angegeben.
1895 hatte der Ort ein Wohnhaus und sechs Einwohner.
1905 besaß der Ort ein Wohnhaus und sechs Einwohner und gehörte konfessionell zum katholischen Kirchspiel Bechen.
1927 wurden die Bürgermeisterei Kürten in das Amt Kürten überführt. In der Weimarer Republik wurden 1929 die Ämter Kürten mit den Gemeinden Kürten und Bechen und Olpe mit den Gemeinden Olpe und Wipperfeld zum Amt Kürten zusammengelegt. Der Kreis Wipperfürth ging am 1. Oktober 1932 im Rheinisch-Bergischen Kreis mit Sitz in Bergisch Gladbach auf.
1975 entstand aufgrund des Köln-Gesetzes die heutige Gemeinde Kürten, zu der neben den Ämtern Kürten, Bechen und Olpe ein Teilgebiet der Stadt Bensberg mit Dürscheid und den umliegenden Gebieten kam.